# ピタニュー
『ピタニュー』は、2023年4月3日から広島ホームテレビで放送されている広島県ローカルの報道・情報番組（夕方ワイド番組）。

## 概要
2023年3月まで放送されていた『5up!』の役割と放送枠を受け継ぎ、新たなローカルワイドニュース番組として同年4月3日に放送開始。
「あなたにピッタリなニュースを」をコンセプトに、その日の広島県内のニュースと生活情報を交え、「私たちの生活すべてをニュース」として発信し、「真面目で、深い」ニュース番組を目指す。

## 放送時間
- 月曜 16:40 - 18:45
- 火・木曜 16:40 - 18:56
- 水曜 16:40 - 19:00
- 金曜 16:40 - 18:50

8月6日が土曜または日曜に該当する年度は、当該日に本番組の特別版を放送する場合がある。日曜日に該当する2023年は16:30 - 17:30に放送。平日と異なり『ANNスーパーJチャンネル』は単独番組扱いのままとしている。

## 出演者

### MC
- 月 - 金曜：吉弘翔（広島ホームテレビアナウンサー）
- 月・金曜：野村舞（広島ホームテレビアナウンサー） 2024年4月1日 - ※吉弘の休暇時は火 - 木も問わず代理でMCを務める
- 月 - 木曜：小嶋沙耶香（広島ホームテレビアナウンサー） 2024年4月1日 - ※吉弘の休暇時は金曜日も問わず代理でMCを務める

### ニュース「きょうピタ」
- 廣瀬隼也（広島ホームテレビアナウンサー）※吉弘の休暇時は代理でMCを務める場合ありが2024年度からはこの限りではない。

### スポーツ「勝ちグセ」
- 吉岡麗（広島ホームテレビアナウンサー）

月・火曜日担当。2024年4月1日 -
- 岡本愛衣（広島ホームテレビアナウンサー）

隔週金曜日→水曜日担当。
- 瀬賀凜太郎（広島ホームテレビアナウンサー）

月 - 木曜日→木・金曜日担当。

### 天気予報
- 中本栞菜（2代目気象予報士（第59回気象予報士試験合格）、7代目有田みかん大使） 2024年4月1日 -

### コメンテーター
- 後藤心平（月曜日）
- 安部友裕（火曜日）
- 犬山紙子（水曜日）
- 中田廉（木曜日）[4]
- うえむらちか（金曜日）
- 前田智徳（不定期）

### 過去の出演者
- 山﨑菜緒（広島ホームテレビアナウンサー）  - 2024年3月29日
- 野仲郁宏（初代気象予報士。天気予報）
- 坪山奏子（広島ホームテレビアナウンサー）

## 日替わりコーナー
ひろしま23（月曜日）
『5up!』時代から続くコーナー。地域の課題を解決するプロジェクト、県民リポーターの発掘などさらに広島を「フカボリ」する。
- 石田靖
- 野村舞（広島ホームテレビアナウンサー） - 2023年4月のみMCの山﨑菜緒が担当。

こじマネー（火曜日）
「暮らしと経済」をベースにお金にまつわるあれこれを突撃取材する。
- 小嶋沙耶香（広島ホームテレビアナウンサー）
- 安部友裕（ピタニュー火曜パートナー）

カミコとマナブ（水曜日）
恋愛から結婚・出産・育児、そして夫婦のあり方から多様性まで、様々な悩みや課題を考えながら広島の現状を紹介する。
- 吉弘翔（広島ホームテレビアナウンサー）
- 犬山紙子（ピタニュー水曜パートナー）

#トレンっぽ（木曜日）
新店・新商品、先取りファッションから美容・メイクまで、最新のトレンドやカルチャーを紹介する。
- 高田萌子（元・SPL∞ASH）

推しピタ（金曜日）
新商品やグルメ、旅にエンタメ情報などを一まとめにして伝える。
- 森直美
- 藤原あずさ（リポーター）
- 江本一真（リポーター）
- 串山真理（リポーター）
- 中原衣美（リポーター）

ググッと。瀬戸内（金曜日）
グっとくるもの、思わずググりたくなるような事象を取り上げる。
- 岡本愛衣（広島ホームテレビアナウンサー）
- 野村舞（広島ホームテレビアナウンサー）
- 野口真菜（瀬戸内海放送アナウンサー）
- 宮原睦実（山口朝日放送アナウンサー）
- 中村萌音（山口朝日放送アナウンサー）
- 木和田優衣（愛媛朝日テレビアナウンサー）

ワタクシゴト
巷にあふれる有象無象の個人的なニュースを紹介し、広島県民の生態を探る。
ピタワード
知っているようで実は知らないでも最近耳にしたことがあるような、そんな気になるキーワードを番組が独自調査していく。
青春スナップ
部活動はもちろん、夢に向かってひたむきに取り組むキラキラした学生たちの今を照らす。
けんみん元気ニュース
クセ強めの新キャラクターが番組の締めくくりとして、ほっこりしたニュースをお伝えするコーナー。
- 山本誠兎（バーチャルキャラクター）

地球派宣言
「人と自然の共存」をテーマに協賛企業・団体と共に、長期的視点で環境保全に取り組む。

## 不定期コーナー
- センセイ!そこんとこどーなん?（2023年12月 - ） MC：春香クリスティーン